# علی البشاری
علی البشاری (عربی: علي البشاري؛ زادهٔ ۱۹۶۲) بازیکن فوتبال اهل لیبی بود.
وی همچنین در تیم ملی فوتبال لیبی بازی کرده‌است.